# Münster Journal of Mathematics
Le Münster Journal of Mathematics est une revue mathématique à  comité de lecture  couvrant la recherche dans tous les domaines des mathématiques pures et appliquées. Elle est publiée par les Instituts de mathématiques de l'université de Münster. Elle a été créée en 1948 sous le nom de Schriftenreihe des Mathematischen Institutes Münster par Heinrich Behnke, et continuée par  Reinhold Remmert, George Maltese et Christopher Deninger. Le journal adopte son titre actuel en 2008 et la numérotation des volumes recommence à 1. Le rédacteur en chef actuel (en 2019) est Linus Kramer.
The journal paraît à la fois sous forme électronique et sous forma imprimée. Les versions électroniques des articles sont en libre accès. 
Le « Mathematical Citation Quotient » (MCQ) des Mathematical Reviews est de 0,84 en 20178.
La revue publie en moyenne une quinzaine d'articles par an. Les domaines représentés sont l'analyse fonctionnelle, la géométrie différentielle et algébrique, la théorie des nombres, la théorie des opérateurs, la topologie algébrique et la combinatoire. 